# Кёльче
Кёльче (венг. Kölcse) — посёлок(надькёжег) в медье Сабольч-Сатмар-Берег в Венгрии.

## История
Впервые упоминается в XII веке. Долгое время населённым пунктом владел род Кёльче. В XV веке построена церковь. С 1973 имеет статус посёлка (надькёжег).

Посёлок занимает площадь 28,26 км², там проживает 1254 жителя (по данным 2010 года). По данным 2001 года, 99 % жителей посёлка — венгры, 1 % — цыгане.

## Расположение
Посёлок расположен на реке Туру примерно в 75 км к востоку от города Ньиредьхаза. В 6 км севернее посёлка проходит венгерско-украинская граница.

## Население
| Год  | Численность | Численность |
| ---- | ----------- | ----------- |
| 2013 | 1360        | [ 4 ]       |
| 2014 | 1375        | [ 5 ]       |
| 2015 | 1411        | [ 6 ]       |
| 2021 | 1371        | [ 7 ]       |
| 2022 | 1238        | [ 8 ]       |
| 2023 | 1192        | [ 9 ]       |
| 2024 | 1184        | [ 1 ]       |